# Stephen Sansweet
Stephen J. Sansweet (Filadelfia, 1945) è uno scrittore statunitense.
È il direttore del management dei contenuti della Lucasfilm, e una delle persone che possiede tra le più grandi collezioni di materiale relativo a Guerre stellari. Sansweet è anche autore di 12 libri, 10 dei quali sono relativi all'universo fantascientifico di Guerre stellari. Vive nel nord della California.

## Carriera
Sansweet è nato ed è cresciuto a Filadelfia. Ha studiato alla Temple University, laureandosi in giornalismo. Iniziò la propria carriera al Philadelphia Inquirer. In seguito ha lavorato come reporter ed editore al The Wall Street Journal, diventando il capo della sezione di Los Angeles. Nel 1996 ha accettato di lavorare per la Lucasfilm come direttore del marketing specializzato. Fino al 1º aprile 2011 è stato il direttore del management dei contenuti e ha gestito le "fan relations", quando si è dimesso dalla Lucasfilm. Rimane comunque attivo nella community dei fan ed è utilizzato dall'azienda di Lucas come consulente.

## Opere
- The Punishment Cure (1976)
- Science Fiction Toys And Models (1980)
- Star Wars: From Concept To Screen To Collectible (1992)
- Tomart's Price Guide To Star Wars Collectibles (1994)
- Quotable Star Wars: I'd Just as Soon Kiss a Wookiee (1996)
- Star Wars Encyclopedia (1998)
- Star Wars Scrapbook: The Essential Collection (1998)
- The Pocket Manual of Star Wars Collectibles (1998)
- The Star Wars Masterpiece Edition (1998)
- Star Wars: The Action Figure Archive (1999)
- Star Wars Chronicles: The Prequels (2005)
- The Star Wars Poster Book (2005)